# Би-Трайб
B-Tribe, или още The Barcelona Tribe of Soulsters, е музикална група на о. Ибиса, авт. област Балеарски острови, Испания.
Ръководи се от Клаус Зундел, познат в музикалните среди и с проекта си Sacred Spirit. Воден от използването на испанската класическа китара и други музикални елементи във фламенкото, той ги миксира с подобни на транс еймбиънт мелодии. Всички албуми на B-Tribe са записани в собственото студио на Зундел в Ибица, Испания. Испанският музикант Пако Фернандес свири на китара, а Ерик Плуметаз свири на виолончело.

## История
Първият голям хит на групата е сингълът „Fiesta Fatal!“, който бързо достига първа позиция в общата денс класацията на Европа. Хитовата песен е дебютът им от едноименния албум, излязъл през 1994 година. B-Tribe се появява по едно и също време с едноименния дебют на френската етно група Deep Forest и излизането на втория албум на Енигма „The Cross of Changes“, като трите групи създават нова музикална ниша, в която смесицата между фолклорната и електронната музика е водеща. Албумите Fiesta Fatal! и Suave Suave допринасят групата да се установи като важна част от сцената на сравнително некомерсиалната Световна музика, която набира популярност в Щатите пред 90-те. Зундел издава през 1998 третия студиен албум на групата „Sensual Sensual“, който като цяло демонстрира едно по-мрачно и неклубно звучене. Цялостно албумът залага на по-еймбиънт меланхолични мелодии с класическа структура, която се нарушава само от употребата на барабани. Популярността на групата нараства успоредна с възхода на Световната музика като стил, чийто голям тласък е даден с първия от поредицата „Pure Moods“ албуми. B-Tribe не са включени в първия „Pure Moods“, но тяхната версия на известната песен „She Moved Through the Fair“ е включена в „Pure Moods IV“. Четвъртият студиен албум „Spiritual Spiritual“ е определен като най-еймбиънт звучащият албум на групата, защото в песните почти липсва употребата на барабани, а чело може да се чуе в една-единствена песен. Последният албум на B-Tribe 5 излиза през 2003 г. и е забележителен с вокалното и текстово участие на африканския супермодел Луна Мохамед.

## Дискография

### Албуми
- „Fiesta Fatal!“ (1993)
- „Suave Suave“ (1995)
- „Sensual Sensual“ (1998)
- „Spiritual Spiritual“ (2001)
- „5“ (2003)
- „Holophone Presents Volume 6“ (2008)

### Сингли
- „¡ Fiesta Fatal !“ (1993)
- „Nadie Entiende (Nobody Understands)“ (1993)
- „You Won't See Me Cry“ (1993)
- „Nanita (Spanish Lullaby)“ (1995)